# De Bellis Antiquitatis
Pour les articles homonymes, voir DBA.
De Bellis Antiquitatis (DBA) est un jeu de guerre avec figurines, qui permet de jouer avec de nombreuses armées de l'Antiquité au Moyen Âge. Créé par Wargames Research Group (en) en 1990, ses règles n'ont connu que trois versions entre sa naissance et la sortie de la 3.0 en 2014. Une version française de la version 3.0 est sortie en 2016 chez ZBB EditionS. Le livret de règles comprend une trentaine de pages de règles et schémas explicatifs suivies de plus de 600 listes d'armées complètes de -3000 à environ +1500.
L'échelle du jeu est libre, et les joueurs peuvent jouer aussi bien avec du 28mm, 25 mm, 15 mm, 6 mm, ou encore avec du 2 mm (les 2 échelles les plus utilisées étant sans doute le 15mm et le 28mm). 